# Xenia ashworthi
Xenia ashworthi är en korallart. Xenia ashworthi ingår i släktet Xenia och familjen Xeniidae. Inga underarter finns listade i Catalogue of Life.